# Fabrice Olinga
Fabrice Olinga Essono (ur. 12 maja 1996 w Duali) – kameruński piłkarz grający na pozycji napastnika w rumuńskim klubie FC Botoșani. W latach 2012–2020 występował w reprezentacji Kamerunu.

## Kariera klubowa
Swoją karierę piłkarską Olinga rozpoczął w szkółce piłkarskiej Samuela Eto’o w Kamerunie. W 2009 roku wyjechał do Hiszpanii i podjął treningi w juniorach RCD Mallorca. W 2011 roku został zawodnikiem Málagi CF. W 2012 roku zdobył z drużyną juniorów Copa del Rey Juvenil de Fútbol. Latem 2012 został włączony do kadry pierwszego zespołu Málagi. 18 sierpnia 2012 zadebiutował w Primera División w wygranym 1:0 wyjazdowym meczu z Celtą Vigo. W 60. minucie tego meczu zmienił Sebastiána Fernándeza, a w 85. minucie strzelił zwycięskiego gola. Stał się tym samym najmłodszym strzelcem gola w historii Primera División (miał wówczas 16 lat i 98 dni), bijąc rekord Ikera Muniaina o 98 dni. Rekord ten utrzymał przez ponad dekadę, do 8 września 2023, gdy pobił go Lamine Yamal.
W styczniu 2014 Olinga przeszedł do Apollonu Limassol, a następnie został stamtąd wypożyczony do SV Zulte Waregem. W lutym został graczem Sampdorii, która wypożyczyła go do Viitorulu Konstanca, w którym nie zdołał zaliczyć debiutu. Latem 2015 przeszedł do Royalu Mouscron-Péruwelz, który rok później zmienił nazwę na Royal Excel Mouscron.
| Sezon   | Klub                    | Kraj      | Rozgrywki                 | Mecze | Bramki |
| ------- | ----------------------- | --------- | ------------------------- | ----- | ------ |
| 2012/13 | Málaga CF               | Hiszpania | Primera División          | 2     | 1      |
| 2013/14 | Málaga CF               | Hiszpania | Primera División          | 8     | 0      |
| 2013/14 | SV Zulte Waregem        | Belgia    | Eerste klasse             | 7     | 0      |
| 2014/15 | Apollon Limassol        | Cypr      | Protathlima A’ Kategorias | 1     | 0      |
| 2014/15 | Viitorul Constanța      | Rumunia   | Liga I                    | 0     | 0      |
| 2015/16 | Royal Mouscron-Péruwelz | Belgia    | Eerste klasse             | 7     | 0      |
| 2016/17 | Royal Excel Mouscron    | Belgia    | Eerste klasse             | 17    | 0      |
| 2017/18 | Royal Excel Mouscron    | Belgia    | Eerste klasse             | 28    | 1      |
| 2018/19 | Royal Excel Mouscron    | Belgia    | Eerste klasse             |       |        |

## Kariera reprezentacyjna
W reprezentacji Kamerunu Olinga zadebiutował 12 października 2012 roku w zremisowanym 1:1 meczu kwalifikacji do Pucharu Narodów Afryki 2012 z Republiką Zielonego Przylądka, rozegranym w Jaunde.